# Philipp von Kolowrat-Krakowsky

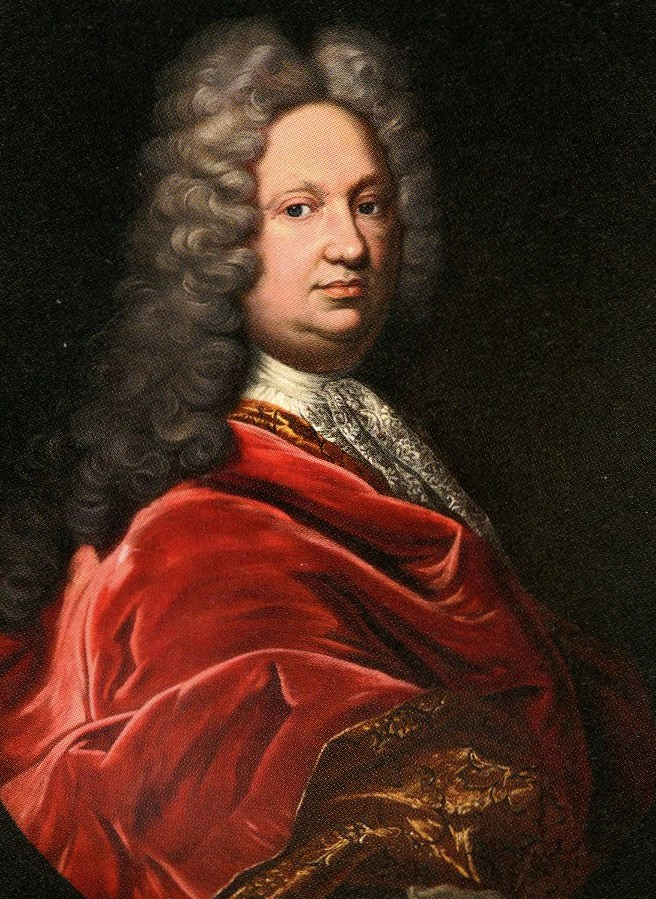
Philipp von Kolowrat-Krakowsky (1688–1773)

Graf Philipp von Kolowrat-Krakowsky (* 26. März 1688 in Prag; † 28. März 1773 ebenda) war Oberstburggraf und Präsident des Landesguberniums in Böhmen, ferner Präses und Direktor des größeren Landes-Ausschusses der Stände in Böhmen. Er ist Begründer der Linie Radenin.

## Herkunft
Seine Eltern waren Graf Johann Franz von Kolowrat-Krakowsky (* 1650; † 20. November 1723) und dessen Ehefrau, Gräfin Eleonora Claudia d'Anguissola (~ 1. September 1654; † 13. August 1691). Sein Bruder Wilhelm Albrecht (1678–1738) war Oberstkanzler in Böhmen. 

## Leben
Er war Kämmerer und Kaiserlicher Geheimrat und ab 1732 dann auch Vizepräsident der Böhmischen Kammer. Als Karl Albrecht von Bayern 1741 Böhmen besetzte und dort zum König von Böhmen ausgerufen wurde, war der Graf einer derjenigen, die dem neuen König huldigten, außerdem war er zusammen mit dem Grafen Franz Buquoy und dem Ritter Dohalsky Mitglied der Hof-Kommission, die den König in dessen Abwesenheit vertrat. Nachdem der Kurfürst 1743 im Gefecht bei Simbach Böhmen verloren hatte, musste er es verlassen. Kolowrat wurde zunächst als Geisel mit nach Eger genommen und dort freigelassen.
Die böhmische Königin Maria Theresia ließ nun die Unterstützer von Karl Albrecht ausweisen. Auch Philipp musste sich einige Zeit außerhalb von Prag aufhalten. Vor Gericht konnte er aber zeigen, dass er nicht zum Nachteil der Königin gehandelt hatte. Vor allem behinderte er die dem Adel auferlegte Kriegssteuer von sechs Millionen Gulden sowie die Erpressungen des französischen Intendanten Sechelle. Auch einen drohenden Bauernaufstand konnte er entschärfen. Am 9. Februar 1747 ernannte ihn Maria Theresia zum obersten Richter. Das Amt gab er am 17. Oktober 1748 wieder ab und wurde Oberster Burggraf.
Später war er Mitglied der Kommission, die die Vertreibung der Juden aus Böhmen organisieren sollte. Eine Maßnahme, die er etwas entschärfen konnte und bereits 1748 konnte die Juden zurückkehren. Es stieg weiter in der Bürokratie auf und wurde Oberstburggraf und Direktor des Landesausschusses der böhmischen Stände.
Auf Grund seines Alters trat er 1771 von seinen Ämtern zurück, als er die Hungersnot in diesem Jahr nicht mehr unter Kontrolle bekam. 
Am 29. November 1759 wurde er von Kaiser Franz I. Stephan mit dem Orden vom Goldenen Vließ ausgezeichnet.

## Familie
Kolovrat heiratete am 4. Februar 1725 Anna Barbora Michna-Vacínova (* 2. September 1709; † 24. Februar 1772), eine Tochter von Martin Wilhelm Michna-Vacína und der Freiin Ernestine von Bissingen. Das Paar hatte mehrere Kinder: 
- Marie Anna Josefa (* 29. Dezember 1725; † 10. August 1790) ⚭ 1746 Graf Jan Nepomuk von Sternberg (* 11. Juli 1713; † 22. August 1798), Eltern von Joachim von Sternberg
- Leopold Wilhelm (* 31. Dezember 1727; † 2. November 1809)

⚭ 1750 Gräfin Marie Terezie del Caretto-Cavriani di Millesimo (* 8. Juni 1729; † 9. Februar 1769)
⚭ 1769 Gräfin Maria Theresia von Khevenhüller-Metsch (* 4. Januar 1741; † 27. November 1805), deren Nachkommen nahmen den Namen Kolovrat-Krakowsky an
- Marie Theresia (* 6. April 1730; † 7. April 1791) ⚭ 1752 Graf Adam Franz von Hartig (* 25. März 1724; † 15. November 1783)
- Philipp (1732–1757)
- Joachim (1734–1756)
- Antonie (* 6. Januar 1736; † 18. Februar 1799) ⚭ 1773 Graf Wenzel Adalbert von Klebelsberg (* 3. November 1738; † 20. Januar 1812)
- Johanna Ernestina (1737–1792), Nonne
- Franz Xaver Josef (* 5. Januar 1740; † 22. November 1757), Malteser Ritter, gefallen bei Breslau
- Kajetán (1742–1742)
- Marie Katharina (* 2. November 1747; † 16. Juni 1812) ⚭ 1768 Graf Franz Josef II. Kolowrat-Liebsteinsky (* 17. Dezember 1747; † 28. September 1825), Eltern von Franz Anton von Kolowrat-Liebsteinsky